# ألينا أبينا
إيلينا يفجنيفنا أبينا (الروسية: Елена Евгеньевна Апина) (المعروفة باسم أليونا أبينا (الروسية: Алёна Апина) (ولدت في 23 أغسطس 1964 ساراتوف ، روسيا ) هي مغنية البوب الروسية. كما اكتسبت بعض الشهرة كملحنة وشاعرة ومقدمة إذاعية وممثلة ومعلمة.

## وصلات خارجية
- ألينا أبينا على موقع IMDb (الإنجليزية)
- ألينا أبينا على موقع ميوزك برينز (الإنجليزية)
- ألينا أبينا على موقع ديسكوغز (الإنجليزية)
- ألينا أبينا على موقع قاعدة بيانات الفيلم (الإنجليزية)
- ألينا أبينا على موقع كينوبويسك (الروسية)